# Атанас Божков (революционер)
Вижте пояснителната страница за други личности с името Атанас Божков.
Атанас (Тасе) Божков е български революционер, тиквешки деец на Вътрешната македоно-одринска революционна организация.

## Биография
Божков е роден в град Кавадарци, тогава в Османската империя. По професия е учител. Влиза във ВМОРО и от 1896 година е член на Тиквешкия околийски революционен комитет. Занимава се с търговия и е кмет на Кавадарци. Участва в революционния щаб на Тиквешкото въстание през юни 1913 година. След въстанието е арестуван и разстрелян от сръбските власти.